# Miguel Junyent
Miguel Junyent Rovira (Piera, 21 de diciembre de 1871 - Barcelona, 16 de agosto de 1936) fue un abogado, periodista y político español, especializado en derecho civil. 
Durante el primer tercio del siglo XX fue jefe de la Comunión Tradicionalista en Cataluña y director de El Correo Catalán. Se destacó por fomentar dentro del carlismo catalán una tendencia cercana a la Lliga Regionalista, enfrentada a la corriente menos catalanista liderada por su correligionario Dalmacio Iglesias.
Fue padre de José María Junyent Quintana, periodista franquista; suegro de Juan Bautista Roca, uno de los fundadores de Unió Democràtica de Catalunya; y abuelo de Miquel Roca, uno de los padres de la Constitución española de 1978. 

## Biografía
Su padre, Salvador Juñent Bovés, había nacido en 1836 en Piera, donde era propietario, mientras que su madre, Prudencia Rovira Ollé (1837-1914), era natural de Cornellá.
El director de El Correo Catalán, Luis María de Llauder, se fijó en Junyent cuando este era estudiante de Derecho, y reprodujo en su periódico un discurso suyo pronunciado en una velada literario-musical de la Juventud Católica de Barcelona.
En 1903 Junyent sucedió a Salvador Morales Marcén como director de El Correo Catalán, cargo que mantendría hasta 1933, presidiendo además la empresa editora del diario, Fomento de la Prensa Tradicionalista, S.A..
A causa de los proyectos de legislación anticlericales del Partido Liberal que promovían medidas como la libertad de culto, la ampliación del matrimonio civil y la secularización de la enseñanza y los cementerios, en 1906 los carlistas se reconciliaron con los integristas para hacer frente al gobierno de manera conjunta. Ejemplificando esta alianza en Cataluña, en la que también participaron los catalanistas, Miguel Junyent y el integrista Mariano de Rocafiguera se abrazaron en Vich como habían hecho Nocedal y Mella en Tafalla.
Opuesto al centralismo y a la ley de Jurisdicciones, en 1906 se adhirió también a la Solidaridad Catalana, de cuyo consejo directivo formó parte, y salió elegido diputado por Vich en las elecciones generales de 1907. Los insultos a Don Carlos vertidos por algunos periódicos catalanistas tras el fallecimiento del pretendiente en 1909 (que fueron replicados con contundencia por El Correo Catalán) y la Semana Trágica de Barcelona poco después, alejaron a Junyent de sus socios de coalición. No obstante, volvió a presentarse como solidario por el mismo distrito en 1910, pero fue derrotado por el liberal Rómulo Bosch.
Aunque ya era de facto uno de los dirigentes tradicionalistas de mayor influencia en Cataluña, en 1914 sería oficialmente nombrado jefe regional, sucediendo al duque de Solferino. Solferino recuperaría la jefatura jaimista regional en 1917, si bien en 1919 Junyent volvería a sucederle, al seguir Solferino la escisión mellista.
En las elecciones generales de 1918 fue elegido senador y, en 1922, concejal del Ayuntamiento de Barcelona, ejerciendo el cargo de teniente de alcalde.
Por sus servicios a la causa tradicionalista y permanecer leal al pretendiente Don Jaime al producirse la escisión de Vázquez de Mella, Miguel Junyent fue condecorado con la Cruz de la Legitimidad Proscrita.
Fue director del Banco Catalán Hipotecario (conocido popularmente como el banco de los carlistas).
Durante la Segunda República Junyent fue miembro del Consejo de Cultura de la Comunión Tradicionalista presidido por Víctor Pradera.
Al presentarse a las elecciones al Parlamento de Cataluña de 1932 en la candidatura monárquica Derecha de Cataluña, Junyent firmó un manifesto en el que afirmaba: 

El nostre amor a les llibertats regionals, el nostre profund amor a Catalunya, no necessita ésser afirmat ni renovat; si cal però, en aquest moment de confusionisme, fer constar que quan molts partits dels que avui semblen voler tenir-ne l'exclusiva encara havien d'aparèixer, nosaltres ja havíem vessat la nostra sang per la defensa d'aquestes llibertats, per ara ni remotament assolides. I d'aquest mateix amor a les llibertats regionals neix en nosaltres un profund amor a Espanya, ja que creiem que la personalitat de les regions afirma i sosté la personalitat de la nació espanyola...

El 8 de diciembre de 1932 fue detenido y encerrado en el vapor Dédalo durante varios días por intervenir en la defensa de unos carlistas agredidos en las Ramblas, tras celebrar la misa de la Inmaculada Concepción en la iglesia de San Agustín.
Murió el 16 de agosto de 1936 poco antes de que milicianos armados de Estat Català, Esquerra Republicana y la FAI irrumpieran en su domicilio. Desde el estallido de la Guerra civil española, el antiguo jefe tradicionalista de Cataluña se hallaba escondido, pero, gravemente enfermo, decidió regresar a su casa, siendo visto por los milicianos que prestaban vigilancia en los alrededores. Según testimonios de la época, los milicianos blasfemaron al comunicarles la hija de Junyent que su padre acababa de fallecer antes de que estos entrasen, llegando uno de ellos a proponer darle «el tiro de gracia».